# Отличный паровозник
Нагрудный знак «Отличный паровозник» — ведомственная награда МПС СССР для поощрения работников железнодорожного транспорта. Им награждались представители начальствующего и рядового состава паровозных служб железнодорожного транспорта.

## История
Знак учреждён указом Президиума Верховного Совета СССР от 22.09.1943. Согласно Положению о нагрудном знаке «Отличный паровозник» он был «наградой для особо выдающихся работников паровозного хозяйства железнодорожного транспорта». С учётом длительного периода вручения знака — с 1943 по 1957 год — известно множество разновидностей его исполнения.
Знак вручался вместе с удостоверением НКПС (МПС) в твёрдой коленкоровой обложке тёмно-зеленого или коричневого цвета с тисненным изображением награды и названием выдавшего ведомства.
В связи с прекращением выпуска отечественных паровозов (1956 год) после 1957 года знак более не вручался. Вручался нагрудный знак «Почётный железнодорожник».

## Известные кавалеры
- Михаил Васильевич Винокуров
- Борис Николаевич Егоров